# Simon Johannes van Douw
Simon Johannes van Douw, né vers 1630 peut-être à Anvers et mort entre 1677 et 1697, peut-être dans la même ville, est un peintre baroque flamand.

## Biographie
On ne sait rien de la jeunesse et de la formation de Simon Johannes van Douw, si ce n'est qu'il est membre de la guilde de Saint-Luc d'Anvers en avril 1654. En juin 1656, il épouse Johanna Soolmaeckers, peut-être apparentée au peintre Jan Frans Soolmaker (en). À la fin de la même année, le 1er novembre 1656, il est admis à la guilde de Saint-Luc de Middelbourg. À partir de 1656, il a aussi des élèves à Anvers, parmi lesquels Pieter van Bloemen et Carel Fonteyn. Entre 1659 et 1677, sa présence est attestée à Rotterdam, puis à Anvers de 1664, année où il y ouvre une école d'enseignement de la peinture de batailles, à 1677, ce qui laisse penser qu'il a travaillé simultanément dans les deux villes. La date et le lieu de son décès sont inconnus.

## Œuvre
Simon Johannes van Douw est connu pour ses scènes de batailles avant qu'il n'élargisse ses thématiques à la peinture de scènes de marchés aux bestiaux et de scènes de chasse à cheval dans le style de Philips Wouwerman. Les décors de ses paysages et scènes de marché sont souvent italianisants, mais rien n'atteste qu'il a effectué un séjour en Italie.